# Dele Alli
Bamidele Jermaine Alli, meglio noto come Dele Alli (Milton Keynes, 11 aprile 1996), è un calciatore inglese, centrocampista del Como.

## Biografia
È nato a Milton Keynes, in Inghilterra, in una famiglia anglo-nigeriana: il padre, Kehinde, è nigeriano di etnia yoruba; mentre la madre, Denise, è inglese.
Una settimana dopo la sua nascita il padre si trasferì negli Stati Uniti e lui venne, dunque, cresciuto dalla madre, che soffriva di dipendenza dall'alcool.
Proprio durante gli anni vissuti con la madre Alli conobbe il periodo più nero della sua vita: all'età di sei anni fu abusato sessualmente da un'amica della madre, mentre nel 2004 iniziò ad essere coinvolto nel traffico di droga.
All'età di nove anni passò in affido al padre, nel mentre tornato in Nigeria. In questo periodo frequentò una scuola internazionale per due anni, prima di tornare a Milton Keynes dalla madre, frequentando Stantonbury Campus e il The Radcliffe School a Wolverton.
A tredici anni si trasferì nella casa di Alan e Sally Hickford, genitori di un giovane calciatore che giocava con lui all'
MK Dons e che lui considerava "genitori adottivi" nonostante non fosse mai stato legalmente adottato da loro.
Il suo rapporto con le droghe fin dalla giovanissima età gli ha causato vari problemi psicologici che gli hanno precluso pesantemente la carriera, soprattutto durante il suo periodo al Beşiktaş; il centrocampista ha reso pubblico il tutto in un'intervista nel luglio del 2023 dove ha rivelato inoltre di essere da diverso tempo in cura da uno psicologo.

## Caratteristiche tecniche
(Peter Beagrie, esperto commentatore di Sky Sports UK)
Considerato da giovane come uno dei migliori prospetti del calcio inglese ed europeo, Alli è un centrocampista moderno, "box to box", in grado di ricoprire più ruoli a centrocampo e di essere presente in entrambe le fasi di gioco, sia difensiva che offensiva. In possesso di ottime doti balistiche, può andare a segno con conclusioni di potenza da fuori area, ma anche con ottimi inserimenti senza palla o con colpi di testa su azioni da calcio piazzato, dove sfrutta la sua grande prestanza atletica. Tecnicamente valido, sa anche districarsi bene nel dribbling grazie ad un'ottima capacità nella conduzione della palla. Può essere schierato inoltre anche come ala su entrambe le fasce, talvolta può anche agire come seconda o prima punta.
Una lunga serie di infortuni e l'incostanza di rendimento gli hanno impedito di esprimere tutto il suo potenziale e di ripetere ciò che ha fatto durante i primi anni al Tottenham.
Per queste caratteristiche è stato spesso paragonato dalla stampa inglese all'ex capitano del Liverpool, Steven Gerrard, suo idolo di infanzia e fonte di ispirazione.

## Carriera

### Club

#### Inizi con il MK Dons

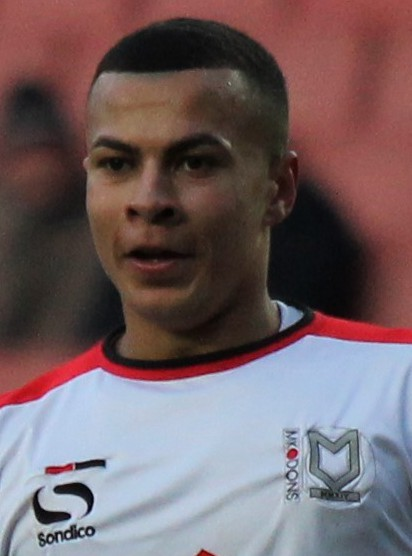
Dele Alli con la maglia del MK Dons nel gennaio 2015.

Prodotto del settore giovanile del Milton Keynes Dons, fa il suo esordio in prima squadra il 2 novembre 2012, appena sedicenne, durante un match di FA Cup contro il Cambridge City, finito poi in un pareggio a reti inviolate.
La stagione successiva è quella del definitivo salto nella formazione titolare della squadra e con ben 33 presenze e 6 reti all'attivo lo vede emergere come uno dei più interessanti talenti britannici al di fuori della massima serie inglese, tanto da entrare nelle mire di società prestigiose come Bayern Monaco e Liverpool dopo lo storico 4-0 del MK Dons ai danni del Manchester United, il 26 agosto 2014 in League Cup.

#### Tottenham

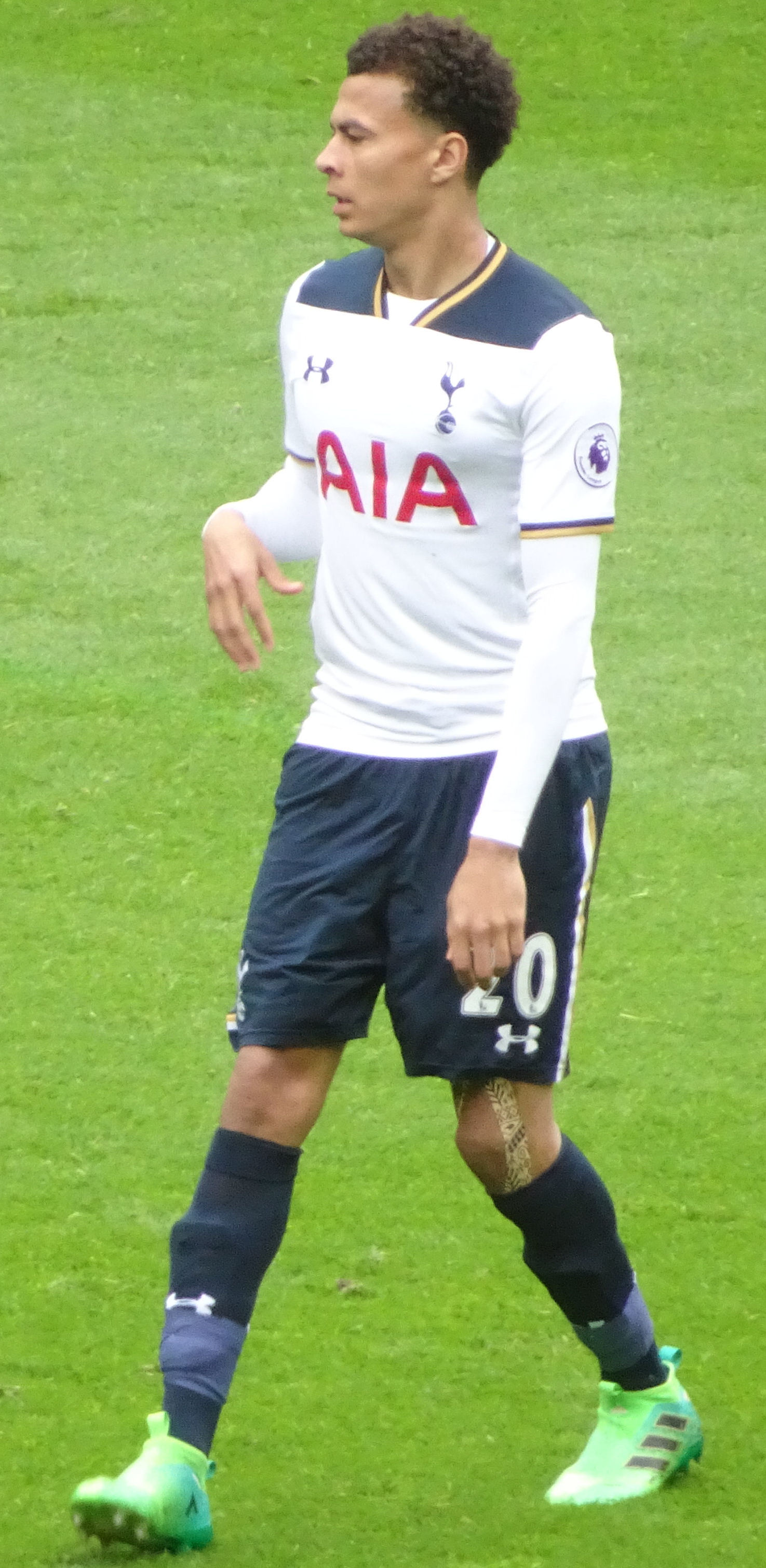
Dele Alli con la maglia degli Spurs nel maggio 2017

Il 2 febbraio 2015 firma un contratto quinquennale con il Tottenham nelle ultime ore di mercato, per un costo iniziale intorno ai 5.000.000 £. Tuttavia Alli rimane in prestito a Milton Keynes per tutto il resto della stagione 2014-15, annata che lo vedrà ancora una volta protagonista con 39 presenze e ben 16 reti all'attivo nella League One, risultando decisivo nella cavalcata dei Dons verso la promozione in Championship. Il 19 aprile gli viene assegnato il Football League Award come giovane giocatore dell'anno.
L'8 agosto 2015 debutta in Premier League nella sconfitta esterna per 1-0 degli Spurs all'Old Trafford contro il Manchester United, subentrando nel secondo tempo al posto del compagno di squadra Eric Dier. Il 22 agosto 2015 segna il suo primo gol in Premier contro il Leicester City, partita poi finita in pareggio per 1-1. In questa stagione, dove arriva anche in doppia cifra di gol, viene nominato Giovane dell'anno PFA 2016 e anche inserito nella Squadra dell'anno della PFA 2016. Il 19 settembre 2016 prolunga il suo contratto con gli Spurs fino al giugno 2022. Il 7 dicembre 2016 mette a segno la sua prima rete in Champions League in una gara contro il CSKA Mosca. Il 4 gennaio 2017 mette a segno due reti, entrambe di testa, nella vittoria per 2-0 contro il Chelsea che pone fine alla striscia di 13 successi consecutivi della squadra allenata da Antonio Conte. Quest'ultima prestazione gli garantirà il premio di Giocatore del Mese di Gennaio. Il 23 febbraio ottiene il suo primo cartellino rosso in carriera, per via di un contrasto pericoloso ai danni di Brecht Dejaegere in una gara contro il Gent valida per i sedicesimi di Europa League, pareggiata poi per 2-2 e decisiva per l'eliminazione degli Spurs dalla competizione.
Il 1º novembre 2017 realizza una doppietta (decisiva) nella vittoria degli Spurs per 3-1 contro il Real Madrid in un match della fase a gironi di Champions League. Il 1º aprile 2018 nel giorno della sua 100ª presenza in Premier League sigla una doppietta nella vittoria esterna per 3-1 contro il Chelsea.
Il 26 settembre 2018 viene nominato per la prima volta capitano in vista di una gara valida per il terzo turno di Coppa di Lega contro il Watford: la gara si sarebbe disputata allo Stadium MK per via di alcuni ritardi nel completamento dei lavori di ristrutturazione del Tottenham Hotspur Stadium, facendo così fare ritorno al giocatore nella propria città natale dopo tre anni. Tuttavia, la gara terminò con un pareggio 2-2 nei tempi regolamentari, con Alli che divenne decisivo ai tiri di rigore per il passaggio del turno della propria squadra. Il 1º giugno 2019 con il Tottenham raggiunge la finale di Champions League, che vedrà uscire vincitore il Liverpool per 2-0.
La stagione 2020-21 non è positiva per il calciatore inglese: complice il mancato feeling con il tecnico José Mourinho e il poco tempo disputato in campo, riesce a collezionare a malapena 3 gol (di cui 2 su rigore). Durante quella stessa annata debutta in campionato solamente il 4 marzo, in una gara contro il Fulham.  L'annata successiva, il nuovo tecnico Nuno Espírito Santo promette al giocatore di aiutarlo a ritrovare la propria forma fisica. Mette a segno la sua ultima rete con gli Spurs il 22 agosto 2021, in una gara di campionato contro il Wolverhampton. Con l'esonero del portoghese a novembre e il conseguente approdo in panchina di Antonio Conte, Alli non riesce più a ritrovare continuità venendo presto relegato ai margini del progetto.

#### Everton e Beşiktaş
Finito ormai ai margini della rosa del Tottenham, nella notte tra il 31 gennaio e il 1º febbraio 2022 viene ceduto all'Everton a costo zero ma con alcuni bonus che possono far salire il costo del cartellino fino a 40 milioni di euro; firma un contratto biennale. Fa il proprio debutto con le Toffees l'8 febbraio seguente da sostituto in una sconfitta esterna contro il Newcastle United. Tuttavia, la sua esperienza al club sarà del tutto sotto le aspettative, con il giocatore che, in 11 presenze di campionato, partirà titolare in una sola occasione. In 13 presenze, il centrocampista inglese non riuscirà a timbrare nemmeno una volta.
Il 25 agosto 2022 viene ceduto in prestito annuale ai turchi del Beşiktaş. Il 4 settembre seguente mette a segno la sua prima rete dopo 378 giorni dall'ultima marcatura, in una gara contro l'Ankaragücü. Il 26 febbraio 2023 l'inglese sarà vittima di un infortunio muscolare che gli farà terminare anticipatamente la stagione; in seguito a ciò, il giocatore è rientrato in Inghilterra per poter continuare la riabilitazione. Termina l'annata totalizzando 13 presenze e mettendo a segno 2 reti, prima di ritornare definitivamente all'Everton dato il mancato riscatto da parte dei turchi.
Dopo essersi sottoposto ad un intervento chirurgico all'inguine nel gennaio 2024, torna ad allenarsi con la squadra verso la fine del mese successivo. Nel mese di maggio viene comunicato che il giocatore, a partire da luglio, si sarebbe ufficialmente separato dal club.

#### Como
A partire dalla fine di dicembre 2024, si trasferisce in Italia per allenarsi con il Como. Il 19 gennaio 2025 passa ufficialmente ai lariani, firmando un contratto fino al 2026. Esordisce con i lariani il 15 marzo nella trasferta in casa del Milan persa per 2-1, in cui subentra al minuto 81 a Lucas Da Cunha, ma al minuto 91 riceve un'espulsione diretta per un fallo da dietro su Ruben Loftus-Cheek.

### Nazionale

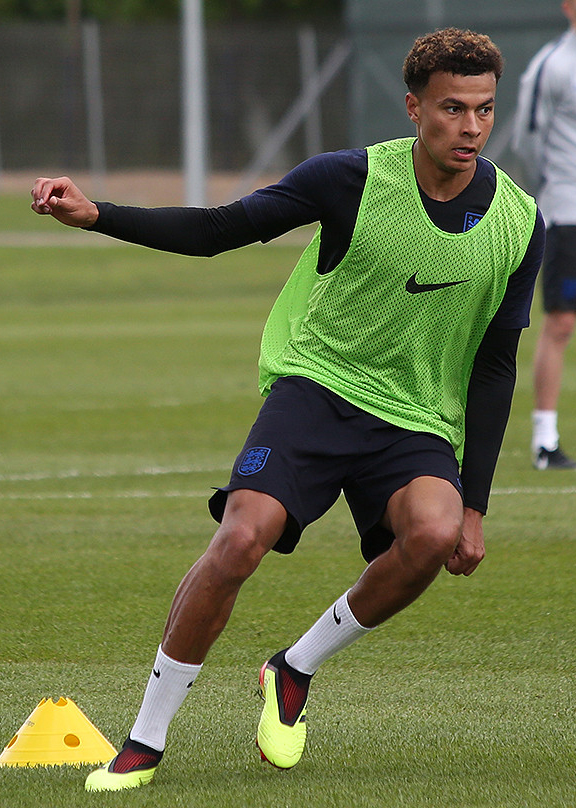
Dele Alli con la nazionale inglese nel 2018

Vanta presenze in tutte le nazionali giovanili inglesi ad eccezione dell'Under-20; nel settembre 2015 ha giocato due partite con l'Under-21 inglese.
Nell'ottobre 2015 viene convocato per la prima volta, dal CT Roy Hodgson, nella nazionale maggiore per le partite di qualificazione a Euro 2016 contro Estonia e Lituania. Debutta ufficialmente nella partita giocata a Wembley contro l'Estonia, vinta per 2-0 dai Tre Leoni, subentrando all'88'. Il 17 novembre seguente, alla prima partita da titolare, segna il suo primo gol nell'amichevole interna giocata (e vinta 2-0) contro la Francia.
Viene convocato per gli Europei 2016 in Francia, dove scende in campo in tutte e quattro le gare disputate dall'Inghilterra, fino all'eliminazione agli ottavi per mano dell'Islanda.
Convocato anche per il Campionato mondiale di calcio 2018, nella fase a gironi scende in campo solamente nella gara inaugurale degli inglesi, per poi far parte dell'undici titolare negli ottavi di finale contro la Colombia, nei quarti contro la Svezia, partita in cui sigla il gol del 2-0, e in semifinale contro la Croazia, in cui gli inglesi vengono sconfitti.
Dopo avere giocato altre partite nel 2019, l'ultima delle quali il 9 giugno in Nations League contro la Svizzera (vinta ai rigori dagli inglesi), non è stato più convocato dalla selezione inglese.

## Statistiche

### Presenze e reti nei club
Statistiche aggiornate al 16 marzo 2025.
| Stagione         | Squadra          | Campionato       | Campionato | Campionato | Coppe nazionali | Coppe nazionali | Coppe nazionali | Coppe continentali | Coppe continentali | Coppe continentali | Altre coppe | Altre coppe | Altre coppe | Totale | Totale |
| Stagione         | Squadra          | Comp             | Pres       | Reti       | Comp            | Pres            | Reti            | Comp               | Pres               | Reti               | Comp        | Pres        | Reti        | Pres   | Reti   |
| ---------------- | ---------------- | ---------------- | ---------- | ---------- | --------------- | --------------- | --------------- | ------------------ | ------------------ | ------------------ | ----------- | ----------- | ----------- | ------ | ------ |
| 2012-2013        | MK Dons          | FL1              | 2          | 0          | FACup+CdL       | 5+0             | 1               | -                  | -                  | -                  | -           | -           | -           | 7      | 1      |
| 2013-2014        | MK Dons          | FL1              | 33         | 6          | FACup+CdL       | 1+2             | 0               | -                  | -                  | -                  | FLT         | 1           | 1           | 37     | 7      |
| 2014-2015        | MK Dons          | FL1              | 39         | 16         | FACup+CdL       | 1+4             | 0               | -                  | -                  | -                  | -           | -           | -           | 44     | 16     |
| Totale MK Dons   | Totale MK Dons   | Totale MK Dons   | 74         | 22         |                 | 13              | 1               |                    | -                  | -                  |             | 1           | 1           | 88     | 24     |
| 2015-2016        | Tottenham        | PL               | 33         | 10         | FACup+CdL       | 3+1             | 0               | UEL                | 9                  | 0                  | -           | -           | -           | 46     | 10     |
| 2016-2017        | Tottenham        | PL               | 37         | 18         | FACup+CdL       | 5+0             | 3               | UCL+UEL            | 6+2                | 1+0                | -           | -           | -           | 50     | 22     |
| 2017-2018        | Tottenham        | PL               | 36         | 9          | FACup+CdL       | 7+2             | 1+2             | UCL                | 5                  | 2                  | -           | -           | -           | 50     | 14     |
| 2018-2019        | Tottenham        | PL               | 25         | 5          | FACup+CdL       | 1+4             | 0+2             | UCL                | 8                  | 0                  | -           | -           | -           | 38     | 7      |
| 2019-2020        | Tottenham        | PL               | 23         | 8          | FACup+CdL       | 5+1             | 0               | UCL                | 7                  | 1                  | -           | -           | -           | 36     | 9      |
| 2020-2021        | Tottenham        | PL               | 15         | 0          | FACup+CdL       | 2+2             | 0               | UEL                | 10                 | 3                  | -           | -           | -           | 29     | 3      |
| 2021-gen. 2022   | Tottenham        | PL               | 10         | 1          | FACup+CdL       | 1+2             | 0               | UECL               | 5                  | 1                  | -           | -           | -           | 18     | 2      |
| Totale Tottenham | Totale Tottenham | Totale Tottenham | 181        | 51         |                 | 36              | 8               |                    | 52                 | 8                  |             | -           | -           | 269    | 67     |
| gen.-giu. 2022   | Everton          | PL               | 11         | 0          | FACup+CdL       | 0               | 0               | -                  | -                  | -                  | -           | -           | -           | 11     | 0      |
| lug.-ago. 2022   | Everton          | PL               | 2          | 0          | FACup+CdL       | 0               | 0               | -                  | -                  | -                  | -           | -           | -           | 2      | 0      |
| ago. 2022-2023   | Beşiktaş         | SL               | 13         | 2          | TK              | 2               | 1               | -                  | -                  | -                  | -           | -           | -           | 15     | 3      |
| 2023-2024        | Everton          | PL               | -          | -          | FACup+CdL       | -               | -               | -                  | -                  | -                  | -           | -           | -           | -      | -      |
| Totale Everton   | Totale Everton   | Totale Everton   | 13         | 0          |                 | 0               | 0               |                    | -                  | -                  |             | -           | -           | 13     | 0      |
| gen.-giu. 2025   | Como             | A                | 1          | 0          | CI              | -               | -               | -                  | -                  | -                  | -           | -           | -           | 1      | 0      |
| Totale carriera  | Totale carriera  | Totale carriera  | 282        | 75         |                 | 51              | 10              |                    | 52                 | 8                  |             | 1           | 1           | 386    | 94     |

### Cronologia presenze e reti in nazionale
| Cronologia completa delle presenze e delle reti in nazionale ― Inghilterra | Cronologia completa delle presenze e delle reti in nazionale ― Inghilterra | Cronologia completa delle presenze e delle reti in nazionale ― Inghilterra | Cronologia completa delle presenze e delle reti in nazionale ― Inghilterra | Cronologia completa delle presenze e delle reti in nazionale ― Inghilterra | Cronologia completa delle presenze e delle reti in nazionale ― Inghilterra | Cronologia completa delle presenze e delle reti in nazionale ― Inghilterra | Cronologia completa delle presenze e delle reti in nazionale ― Inghilterra |
| Data                                                                       | Città                                                                      | In casa                                                                    | Risultato                                                                  | Ospiti                                                                     | Competizione                                                               | Reti                                                                       | Note                                                                       |
| -------------------------------------------------------------------------- | -------------------------------------------------------------------------- | -------------------------------------------------------------------------- | -------------------------------------------------------------------------- | -------------------------------------------------------------------------- | -------------------------------------------------------------------------- | -------------------------------------------------------------------------- | -------------------------------------------------------------------------- |
| 9-10-2015                                                                  | Londra                                                                     | Inghilterra                                                                | 2 – 0                                                                      | Estonia                                                                    | Qual. Euro 2016                                                            | -                                                                          | 88’                                                                        |
| 12-10-2015                                                                 | Vilnius                                                                    | Lituania                                                                   | 0 – 3                                                                      | Inghilterra                                                                | Qual. Euro 2016                                                            | -                                                                          | 67’                                                                        |
| 13-11-2015                                                                 | Alicante                                                                   | Spagna                                                                     | 2 – 0                                                                      | Inghilterra                                                                | Amichevole                                                                 | -                                                                          | 63’                                                                        |
| 17-11-2015                                                                 | Londra                                                                     | Inghilterra                                                                | 2 – 0                                                                      | Francia                                                                    | Amichevole                                                                 | 1                                                                          | 88’                                                                        |
| 26-3-2016                                                                  | Berlino                                                                    | Germania                                                                   | 2 – 3                                                                      | Inghilterra                                                                | Amichevole                                                                 | -                                                                          |                                                                            |
| 29-3-2016                                                                  | Londra                                                                     | Inghilterra                                                                | 1 – 2                                                                      | Paesi Bassi                                                                | Amichevole                                                                 | -                                                                          | 82’                                                                        |
| 22-5-2016                                                                  | Manchester                                                                 | Inghilterra                                                                | 2 – 1                                                                      | Turchia                                                                    | Amichevole                                                                 | -                                                                          |                                                                            |
| 2-6-2016                                                                   | Londra                                                                     | Inghilterra                                                                | 1 – 0                                                                      | Portogallo                                                                 | Amichevole                                                                 | -                                                                          | 90’                                                                        |
| 11-6-2016                                                                  | Marsiglia                                                                  | Inghilterra                                                                | 1 – 1                                                                      | Russia                                                                     | Euro 2016 - 1º Turno                                                       | -                                                                          |                                                                            |
| 16-6-2016                                                                  | Lens                                                                       | Inghilterra                                                                | 2 – 1                                                                      | Galles                                                                     | Euro 2016 - 1º Turno                                                       | -                                                                          |                                                                            |
| 20-6-2016                                                                  | Saint-Étienne                                                              | Slovacchia                                                                 | 0 – 0                                                                      | Inghilterra                                                                | Euro 2016 - 1º turno                                                       | -                                                                          | 61’                                                                        |
| 27-6-2016                                                                  | Nizza                                                                      | Inghilterra                                                                | 1 – 2                                                                      | Islanda                                                                    | Euro 2016 - Ottavi di finale                                               | -                                                                          |                                                                            |
| 4-9-2016                                                                   | Trnava                                                                     | Slovacchia                                                                 | 0 – 1                                                                      | Inghilterra                                                                | Qual. Mondiali 2018                                                        | -                                                                          | 64’                                                                        |
| 8-10-2016                                                                  | Londra                                                                     | Inghilterra                                                                | 2 – 0                                                                      | Malta                                                                      | Qual. Mondiali 2018                                                        | 1                                                                          |                                                                            |
| 11-10-2016                                                                 | Lubiana                                                                    | Slovenia                                                                   | 0 – 0                                                                      | Inghilterra                                                                | Qual. Mondiali 2018                                                        | -                                                                          | 73’                                                                        |
| 22-3-2017                                                                  | Dortmund                                                                   | Germania                                                                   | 1 – 0                                                                      | Inghilterra                                                                | Amichevole                                                                 | -                                                                          | 71’                                                                        |
| 26-3-2017                                                                  | Londra                                                                     | Inghilterra                                                                | 2 – 0                                                                      | Lituania                                                                   | Qual. Mondiali 2018                                                        | -                                                                          |                                                                            |
| 10-6-2017                                                                  | Glasgow                                                                    | Scozia                                                                     | 2 – 2                                                                      | Inghilterra                                                                | Qual. Mondiali 2018                                                        | -                                                                          | 84’                                                                        |
| 13-6-2017                                                                  | Saint-Denis                                                                | Francia                                                                    | 3 – 2                                                                      | Inghilterra                                                                | Amichevole                                                                 | -                                                                          | 73’                                                                        |
| 1-9-2017                                                                   | Ta' Qali                                                                   | Malta                                                                      | 0 – 4                                                                      | Inghilterra                                                                | Qual. Mondiali 2018                                                        | -                                                                          | 70’                                                                        |
| 4-9-2017                                                                   | Londra                                                                     | Inghilterra                                                                | 2 – 1                                                                      | Slovacchia                                                                 | Qual. Mondiali 2018                                                        | -                                                                          | 90+3’                                                                      |
| 8-10-2017                                                                  | Vilnius                                                                    | Lituania                                                                   | 0 – 1                                                                      | Inghilterra                                                                | Qual. Mondiali 2018                                                        | -                                                                          | 81’                                                                        |
| 23-3-2018                                                                  | Amsterdam                                                                  | Paesi Bassi                                                                | 0 – 1                                                                      | Inghilterra                                                                | Amichevole                                                                 | -                                                                          | 68’                                                                        |
| 2-6-2018                                                                   | Londra                                                                     | Inghilterra                                                                | 2 – 1                                                                      | Nigeria                                                                    | Amichevole                                                                 | -                                                                          | 81’                                                                        |
| 7-6-2018                                                                   | Leeds                                                                      | Inghilterra                                                                | 2 – 0                                                                      | Costa Rica                                                                 | Amichevole                                                                 | -                                                                          | 64’                                                                        |
| 18-6-2018                                                                  | Volgograd                                                                  | Tunisia                                                                    | 1 – 2                                                                      | Inghilterra                                                                | Mondiali 2018 - 1º turno                                                   | -                                                                          | 80’                                                                        |
| 3-7-2018                                                                   | Mosca                                                                      | Colombia                                                                   | 1 – 1 dts (3 - 4 dtr)                                                      | Inghilterra                                                                | Mondiali 2018 - Ottavi di finale                                           | -                                                                          | 81’                                                                        |
| 7-7-2018                                                                   | Samara                                                                     | Svezia                                                                     | 0 – 2                                                                      | Inghilterra                                                                | Mondiali 2018 - Quarti di finale                                           | 1                                                                          | 77’                                                                        |
| 11-7-2018                                                                  | Mosca                                                                      | Croazia                                                                    | 2 – 1 dts                                                                  | Inghilterra                                                                | Mondiali 2018 - Semifinale                                                 | -                                                                          |                                                                            |
| 14-7-2018                                                                  | San Pietroburgo                                                            | Belgio                                                                     | 2 – 0                                                                      | Inghilterra                                                                | Mondiali 2018 - Finale 3º posto                                            | -                                                                          | 84’                                                                        |
| 8-9-2018                                                                   | Londra                                                                     | Inghilterra                                                                | 1 – 2                                                                      | Spagna                                                                     | UEFA Nations League 2018-2019 - 1º turno                                   | -                                                                          |                                                                            |
| 15-11-2018                                                                 | Londra                                                                     | Inghilterra                                                                | 3 – 0                                                                      | Stati Uniti                                                                | Amichevole                                                                 | -                                                                          | 58’                                                                        |
| 18-11-2018                                                                 | Londra                                                                     | Inghilterra                                                                | 2 – 1                                                                      | Croazia                                                                    | UEFA Nations League 2018-2019 - 1º turno                                   | -                                                                          | 63’                                                                        |
| 22-3-2019                                                                  | Londra                                                                     | Inghilterra                                                                | 5 – 0                                                                      | Rep. Ceca                                                                  | Qual. Euro 2020                                                            | -                                                                          | 63’                                                                        |
| 25-3-2019                                                                  | Podgorica                                                                  | Montenegro                                                                 | 1 – 5                                                                      | Inghilterra                                                                | Qual. Euro 2020                                                            | -                                                                          | 64’                                                                        |
| 6-6-2019                                                                   | Guimarães                                                                  | Paesi Bassi                                                                | 3 – 1 dts                                                                  | Inghilterra                                                                | UEFA Nations League 2018-2019 - Semifinale                                 | -                                                                          | 106’                                                                       |
| 9-6-2019                                                                   | Guimarães                                                                  | Svizzera                                                                   | 0 – 0 dts (5 – 6 dtr)                                                      | Inghilterra                                                                | UEFA Nations League 2018-2019 - Finale 3º posto                            | -                                                                          | [ 71 ]                                                                     |
| Totale                                                                     |                                                                            | Presenze                                                                   | 38                                                                         |                                                                            | Reti                                                                       | 3                                                                          |                                                                            |

| Cronologia completa delle presenze e delle reti in nazionale ― Inghilterra under 21 | Cronologia completa delle presenze e delle reti in nazionale ― Inghilterra under 21 | Cronologia completa delle presenze e delle reti in nazionale ― Inghilterra under 21 | Cronologia completa delle presenze e delle reti in nazionale ― Inghilterra under 21 | Cronologia completa delle presenze e delle reti in nazionale ― Inghilterra under 21 | Cronologia completa delle presenze e delle reti in nazionale ― Inghilterra under 21 | Cronologia completa delle presenze e delle reti in nazionale ― Inghilterra under 21 | Cronologia completa delle presenze e delle reti in nazionale ― Inghilterra under 21 |
| Data                                                                                | Città                                                                               | In casa                                                                             | Risultato                                                                           | Ospiti                                                                              | Competizione                                                                        | Reti                                                                                | Note                                                                                |
| ----------------------------------------------------------------------------------- | ----------------------------------------------------------------------------------- | ----------------------------------------------------------------------------------- | ----------------------------------------------------------------------------------- | ----------------------------------------------------------------------------------- | ----------------------------------------------------------------------------------- | ----------------------------------------------------------------------------------- | ----------------------------------------------------------------------------------- |
| 3-9-2015                                                                            | Preston                                                                             | Inghilterra under 21                                                                | 1 – 0                                                                               | Stati Uniti under 23                                                                | Amichevole                                                                          | -                                                                                   | 61’                                                                                 |
| 7-9-2015                                                                            | Drammen                                                                             | Norvegia under 21                                                                   | 0 – 1                                                                               | Inghilterra under 21                                                                | Qual. Europeo Under-21 2015                                                         | -                                                                                   | 46’                                                                                 |
| Totale                                                                              |                                                                                     | Presenze                                                                            | 2                                                                                   |                                                                                     | Reti                                                                                | 0                                                                                   |                                                                                     |

## Palmarès

### Individuale
- Squadra dell'anno della PFA: 2

2016, 2017
- Giovane dell'anno della PFA: 2

2016, 2017